# Salives
Salives este o comună în departamentul Côte-d'Or, Franța. În 2009 avea o populație de 275 de locuitori.

## Evoluția populației
| An        | 1975 | 1982 | 1990 | 1999 | 2006 | 2009 |
| --------- | ---- | ---- | ---- | ---- | ---- | ---- |
| Populație | 286  | 229  | 180  | 232  | 259  | 275  |